# Nacionalno prvenstvo ZDA 1914
Nacionalno prvenstvo ZDA 1914 v tenisu.

## Moški posamično
R. Norris Williams :  Maurice McLoughlin  6-3 8-6 10-8

## Ženske posamično
Mary Browne :  Marie Wagner  6-2, 1-6, 6-1

## Moške dvojice
Maurice McLoughlin /  Tom Bundy :  George Church /  Dean Mathey 6–4, 6–2, 6–4 

## Ženske dvojice
Mary Browne /  Louise Riddell Williams :  Louise Hammond Raymond /  Edna Wildey 10–8, 6–2 

## Mešane dvojice
Mary Browne /  Bill Tilden :  Margarette Myers /   J. R. Rowland 6–1, 6–4